# Râul Băbiu
Râul Băbiu este un curs de apă, primul afluent de stânga (din nouă) al râului Almaș, care este, la rândul său, al patrusprezecelea afluent de stânga din treizeci ai râului Someș.

## Generalități
Râul Băbiu izvorăște din Munții Meseș, se găsește integral în Județul Sălaj, are doi afluenți semnificativi, unul de stânga (Țăudu), unul de dreapta (Cutiș) și trece prin localitățile Mesteacănu șj Băbiu.

## Hărți
- Harta interactivă - județul Sălaj  Arhivat în 5 septembrie 2009, la Wayback Machine.